# Sahastata sinuspersica
Sahastata sinuspersica — вид павуків родини Filistatidae.

## Назва
Вид названий на честь Перської затоки.

## Поширення
Ендемік Ірану. Відомий лише у типовому місцезнаходженні у провінції Хормозґан на півдні країни.

## Опис
Самиця завдовжки 12 мм, самець — 4,85 мм.